# خانه اقتداری
خانه اقتداری مربوط به دوره قاجار است و در تویسرکان، خیابان دکتر شریعتی، کوی حمام، کوچه مظفر السلطان واقع شده و این اثر در تاریخ ۷ مهر ۱۳۸۱ با شمارهٔ ثبت ۶۴۱۵ به‌عنوان یکی از آثار ملی ایران به ثبت رسیده است.